# Atlanta Hawks 1995-1996
La stagione 1995-96 degli Atlanta Hawks fu la 47ª nella NBA per la franchigia.
Gli Atlanta Hawks arrivarono quarti nella Central Division della Eastern Conference con un record di 46-36. Nei play-off vinsero il primo turno con gli Indiana Pacers (3-2), perdendo poi la semifinale di conference con gli Orlando Magic (4-1).

## Roster
| N° | Naz.                   | Ruolo | Sportivo           | Anno | Alt. | Peso |
| -- | ---------------------- | ----- | ------------------ | ---- | ---- | ---- |
| 2  | Stati Uniti (bandiera) | GA    | Stacey Augmon      | 1968 | 198  | 93   |
| 3  | Stati Uniti (bandiera) | GA    | Craig Ehlo         | 1961 | 198  | 82   |
| 4  | Stati Uniti (bandiera) | G     | Spud Webb          | 1963 | 168  | 60   |
| 5  | Stati Uniti (bandiera) | A     | Ken Norman         | 1964 | 203  | 98   |
| 7  | Stati Uniti (bandiera) | AC    | Tim Kempton        | 1964 | 208  | 111  |
| 8  | Stati Uniti (bandiera) | G     | Steve Smith        | 1969 | 201  | 91   |
| 10 | Stati Uniti (bandiera) | G     | Mookie Blaylock    | 1967 | 183  | 82   |
| 14 | Stati Uniti (bandiera) | G     | Howard Nathan      | 1972 | 180  | 79   |
| 22 | Stati Uniti (bandiera) | G     | Reggie Jordan      | 1968 | 193  | 88   |
| 24 | Stati Uniti (bandiera) | G     | Donnie Boyce       | 1973 | 196  | 89   |
| 28 | Stati Uniti (bandiera) | C     | Andrew Lang        | 1966 | 211  | 111  |
| 32 | Stati Uniti (bandiera) | AC    | Christian Laettner | 1969 | 211  | 107  |
| 35 | Stati Uniti (bandiera) | A     | Ron Grandison      | 1964 | 198  | 98   |
| 43 | Stati Uniti (bandiera) | A     | Grant Long         | 1966 | 203  | 102  |
| 44 | Stati Uniti (bandiera) | A     | Alan Henderson     | 1972 | 206  | 107  |
| 45 | Stati Uniti (bandiera) | C     | Sean Rooks         | 1969 | 208  | 113  |
| 50 | Stati Uniti (bandiera) | A     | Matt Bullard       | 1967 | 208  | 98   |
| 51 | Stati Uniti (bandiera) | C     | Todd Mundt         | 1970 | 213  | 113  |

## Staff tecnico
- Allenatore: Lenny Wilkens
- Vice-allenatori: Dick Helm, Jerry Powell, Gary Wortman
- Vice-allenatore/scout: Jack Nolan